# Deuda
La 'deuda' (del latín debĭta, «lo que se debe a alguien») es un compromiso de pago obligado entre dos entidades (persona, grupo, empresa, Estado). Si la palabra deuda se emplea esencialmente para devolver dinero, es decir, deuda económica, una deuda es también un concepto moral. Ciertas deudas morales son imposibles de cuantificar o de reembolsar, por ejemplo, cuando una persona salva la vida de otra persona. Las deudas juegan un rol central en la organización de las actividades humanas, sobre todo económicas. Generalmente, una deuda permite una inversión que transforma el tejido productivo, generando mejoras para la producción. Por ejemplo, un Estado puede endeudarse para construir infraestructuras tales como carreteras, que a su vez van a favorecer los intercambios. O sencillamente, un campesino puede pedir la ayuda de sus vecinos para trabajar una tierra, que podrá entonces fructificar y dar beneficios. Hoy, el sistema bancario es un puntal esencial de la economía de mercado. Los Bancos centrales controlan la emisión de moneda y emiten deuda pública. Efectivamente, la deuda no es sino un medio para controlar la macroeconomía y la tasa monetaria, un instrumento en función de varios índices: el crecimiento económico, la inflación o el desempleo de un país. Con el fin de asegurar la confianza de los diferentes agentes económicos, las deudas están reguladas por la ley. En Derecho, el concepto de deuda forma parte del derecho de las obligaciones. Pero las dinámicas complejas de la deuda son difícilmente comprensibles y, a pesar del derecho, causan un riesgo cierto sobre la economía o las sociedades humanas. No puede hacerse caso omiso a los riesgos exteriores, como el clima o la salud de las personas, ni a la dimensión psicológica asociada a la percepción del futuro, del valor o del riesgo en los seres humanos. Si los agentes económicos pierden confianza en el futuro o en su capacidad para cumplir sus promesas, el frágil equilibrio puede romperse.
En contabilidad, una deuda es un pasivo o un activo, visto desde el punto de vista del deudor o del acreedor, cuyo vencimiento e importe están fijados de modo preciso. En este sentido, las deudas de una persona, de una empresa, de un país o de una institución son el conjunto de los préstamos que tendrá que reembolsar.

## Historia
La historia de la deuda es más antigua que la de la moneda: mientras que las primeras monedas existían ya en época de la reina Giges de Lidia, en torno al 700 a. C., el sistema económico basado en la deuda se desarrolló ya en la civilización Sumeria, años 6000-3500 a. C. En efecto, la civilización Sumeria  desarrolló el sistema de deuda más antiguo conocido hasta hoy. Por ese sistema, los campesinos se endeudaban para conseguir su libertad y la de sus hijos. Para gestionar este sistema, los reyes sumerios disponían del derecho de amnistía, anulando regularmente el conjunto de las deudas y de las servidumbres asociadas. Quizá encontremos un sistema similar en la ley del antiguo Israel (Levítico 25:10).

### Edad Media
Las repúblicas y ciudades italianas de la Edad Media y del Renacimiento fueron los primeros entes en emitir deuda, las monti'. Los monti tienen, a la Mediana Edad y al Renacimiento en Italia, una equivalencia de las obligaciones. Este tipo de fondos existe todavía bajo la forma en los Monte de Piedad.
En 1262, la ciudad de Venecia realiza su primera emisión de deuda bajo forma de «sube»: el Sube vecchio, seguido en 1482 del Sube nuovo y en 1509 del Sube nuovissimo. En 1343, los Perruzi, banqueros florentinos, quiebran después de la abdicación de Eduardo III de Inglaterra.  En 1347, las deudas de la ciudad de Florencia fueron reagrupadas en unos fondos: los «Sube común», monto enorme de deuda que la ciudad era incapaz de reembolsar. La tasa fue fijada al 5 % y las deudas podían ser intercambiadas como cualquier bien. Este mercado era muy volátil, 5 % de la deuda pública podía ser intercambiado cada año (ref Pezzolo). Al finalizar el siglo XIV a causa de la multiplicación de los conflictos con los demás Estados, la ciudad multiplica las emisiones de deuda. Poco a poco la riqueza se transfiere hacia los más ricos: en 1352, el 2 % de los florentinos poseían 25 % de las riquezas de la ciudad, en 1404 habían acumulado 42 % de las riquezas. En 1427, estas transferencias de riqueza sometida a una imposición desigual crean graves problemas; en 1378 los trabajadores del textil, los Ciompi, se amotinan. En 1427, la devolución de dinero ya no basta a reembolsar la deuda... 86 % de los monti pertenecen al 10 % de los florentinos, mientras que 71 % de los hogares no detentan.
En 1407 en Génova, los principales acreedores de la ciudad crean la Colocó di San Giorgio, una primitiva empresa multinacional. Abandonando cada vez más la gestión de ingresos fiscales y aduaneros a estos acreedores, la república de Génova pierde una gran parte de su legitimidad y de su poder. La ciudad es entonces gestionada principalmente por y para los intereses privados de esta oligarquía, llegando a posesionarse del Banco de San Giorgio.

## Reglamentación
Una buena regla de gestión consiste en equilibrar gastos e ingresos. El recurso al endeudamiento a través de préstamos permite financiar inversiones mientras se preserve esta regla. Para hacer frente a los diferentes conflictos que pueden acontecer entre los prestamistas y los prestatarios, las deudas están enmarcadas por el derecho. Las leyes que rigen las modalidades de un préstamo o de una deuda son diferentes según la naturaleza del prestamista y/o del prestatario. El crédito es el marco jurídico de la deuda, porque es también el principal mecanismo de creación monetaria. Los bancos crean moneda a cambio de un reconocimiento de deuda. 

### Reconocimiento de deuda
El reconocimiento de deuda es un acto unilateral escrito, por el cual una persona, llamada deudor, reconoce deber una suma de dinero a otra persona, llamada acreedor. Cuando una persona hace entrega del dinero a otra, es preferible tener una prueba de este préstamo. Ciertas menciones son obligatorias y deben por ello figurar por escrito. En Francia, se trata de la firma del que se compromete, la fecha y el importe del préstamo en cifras y en cartas. Por consiguiente, para ser válido, tiene que estar escrita, datada y firmada por el deudor. En caso de diferencia entre la suma en cifras y la suma en letra, el reconocimiento de deuda no vale sino para la suma escrita en todas sus letras. Tiene que notarse que hay diferentes tipos de reconocimiento de deuda, entre las cuales están:
- El reconocimiento de deuda notarial, hecho en un notario y autentificado por éste
- El reconocimiento de deuda bajo seing privado, hecho por ambos protagonistas de modo privado.

### Sobreendeudamiento
El banco de Francia fija la tasa de desgaste, la tasa máxima legal para un préstamo. En Francia, un particular no tiene el derecho de declarar una quiebra; un procedimiento de sobreendeudamiento ha sido puesto en marcha desde 1989 en caso de imposibilidad manifiesta para el deudor de buena fe de enfrentar el conjunto de sus deudas no profesionales exigibles y próximas a su vencimiento. La reglamentación aplicable a este día resulta de la ley del 1.º de julio de 2010. 
En Suiza, la asociación Caritas ha creado un website internet Caritas deuda consejo, en diez lenguas, para aconsejar a las personas confrontadas a las deudas o para evitar que se encuentran en esta situación. Propone soluciones, contiene una multitude de cartas tipos, formularios y vínculos, así como las direcciones y números de teléfono de los servicios de utilidad pública.

### Empresas no financieras
Las empresas pueden recurrir a la deuda para financiar sus operaciones si no disponen suficientemente de capitales o simplemente como herramientas de gestión. En una óptica de gestión financiera, se distingue a menudo las deudas según su grado de exigibilidad, disposición de las deudas de corto plazo, a las deudas de mediano y largo plazo. Las deudas de medio-largo plazo son más a menudo contraídas para financiar el ciclo de inversión mientras que las deudas de corto término financian el ciclo operativo.
Distinguir entre:
- Deudas a corto plazo de aprovechamiento - esencialmente los créditos refaccionarios.
- Deudas a corto plazo fuera de aprovechamiento #impuesto# sobre sociedades a pagar a hacienda, cotizaciones sociales a echar a la URSSAF, avances y cuotas iniciales recibos sobre encargos…
- Deudas a corto plazo bancarias, consentidas por socios financieros
- Deudas a mediano término o largo plazo:
  - empréstitos bancarios
  - obligaciones, una forma de préstamo accesible a las grandes empresas lados sobre los mercados como el CAC-40.

En el marco europeo para los establecimientos públicos a carácter industrial y comercial (EPIC) cuya actividad levanta del sector competitivo, las posibilidades de intervención estatal francesa son allí también limitadas. Asimismo, según las reglas del comercio internacional, las empresas no pueden estar mantenidas bajo perfusión financiera estatal. Una empresa privada que se encuentra en estado de cesación de pagos está sometida a un procedimiento de recuperación judicial prevista por el código de comercio o, si no hay posibilidad de recuperación, de liquidación judicial, y en este caso cesa de existir. Efectivamente, contra los Estados o las personas físicas, una empresa puede desaparecer. Para evitar esto, las empresas privadas (pero se aplica también a las empresas públicas) utilizan diversas estrategias: reducción de las cargas por racionalización de los sistemas de producción, abandono de las ramas no rentables que están esté liquidadas, , cesiones de activos no estratégicos (inmobiliario por ejemplo) o bien recapitalización por los accionistas.
Las empresas públicas de estatus privado (sociedades anónimas) pueden en principio estar puestas en quiebra si el Estado decide no beneficiarles de  subvenciones públicas, sea por decisión puramente presupuestaria, sea en aplicación de normas europeas (para evitar las distorsiones de competencia). Ciertas empresas privadas deben o han tenido que igualmente enfrentar deudas colosales consentidas por bancos, que gravan su rentabilidad por varios años (Alstom, el Crédit Lyonnais en 1993, Eurotunnel, France Telecom o Vivendi son casos entre los más célebres en Francia).

### Empresas financieras
Las empresas financieras están enmarcadas por diversas leyes y reglas.

#### Bancos centrales
Los bancos centrales son instituciones nacionales o supranacionales sin ánimo de lucro que emiten de la moneda. Prestan esencialmente a los bancos comerciales. La Reserva federal de Estados Unidos tiene para misión de asegurar la estabilidad de los premios (es decir de limitar la inflación) y la buena andadura de la economía. La misión principal del Banco central europea es de asegurar la estabilidad de los premios. Establece su política monetaria fijando las tasas directores según los intereses de su misión. Desde 2008 el BCE recompra también deudas soberanas lo que equivale indirectamente a prestar a los Estados.
Los bancos centrales son en el sistema financiero moderno independientes del poder político. La independencia de los bancos centrales está considerada como susceptible de limitar la inflación. En Francia, la ley de 1973 precisa la autonomía del Banco de Francia por informe al poder político. No obstante si el derecho prohibido en un gran número de país la compra directa de deuda de Estado por el banco central, ésta puede en cambio libremente comprar esta deuda sobre el mercado secundario. Alesina y Summers (1993) han sentido demostrar una relación entre tasa de inflación débil y grande independencia de los bancos centrales, pero de los estudios fundados sobre un indicador más preciso de la independencia, aquel de Cukierman (1992), y llevadas en un plus grande número de país relativisent grandement esta primera conclusión.
El FMI, el Banco mundial y el Banco de los reglamentos internacionales son instituciones financieras internacionales que participan al funcionamiento de la economía global y a la regulación financiera.

#### Establecimientos financieros
Un establecimiento financiero es una empresa que atiende esencialmente de vender o de comprar deuda. Las formas jurídicas son múltiples. Distinguir los bancos, las sociedades de fiducie, las sociedades de corretaje de valores, las entidades aseguradoras, las sociedades crediticias-bail, los inversores institucionales, los hedge funds.
Además de la forma clásica de la emprunt, los establecimientos financieros contraen e intercambian deuda bajo formas múltiples como los títulos de deuda. Un contrato de seguro es una deuda conditionnelle que permite a su tomador de transferir un riesgo sobre la compañía de seguro. Los cálculos de la prima de seguro o de la tasa de interés de un emprunt apelan a los mismos técnicos actuariales de estimación de los riesgos. Una opción es un derecho de compra o de venta de un producto, como el trigo o el petróleo, a una fecha y un precio fijado.

### Deuda pública
Los Estados tienen durante mucho tiempo el privilegio de batir la moneda que establece así una unidad de cuenta que simplifica y favoreciendo los intercambios sobre su territorio. La moneda está utilizada en gran parte para financiar los ejércitos y las campañas militares. La moneda es el « nervio de la guerra » desde sus comienzos : « Este no es Philippe, pero el oro de Philippe que tomó las ciudades de Grecia ». El dinero y el oro son ambos principales metales preciosos utilizados para batir la moneda ; la historia está marcada de crisis que gira en torno a un de estos dos metales. En medio del XX siglo, todas las monedas resulten fiduciaires y cesan definitivamente de ser convertible en oro. Paralelamente las deudas públicas se desarrollan. Los Estados se distinguen soberanos, contraen deudas en su nombre y estas deudas se intercambian luego sobre un mercado secundario. Las ciudades italianas como Venecia son los primeros Estados a desarrollar este sistema animado por el desarrollo de los bancos. La confianza concedida a una moneda y el crédito de una deuda pública descansa esencialmente sobre la capacidad estatal a levantar impuestos y a honrar sus compromisos. 
Un Estado es considerado como ser el maestro del juego. Soberano, fija el marco legal que rodea su deuda pública, puede recourir al impuesto, dévaluer su moneda o incluso cambiar de moneda. No obstante, hay límites como lo demuestra la curva de Laffer en el recurso al impuesto y, en un mundo cada vez más globalisé donde los intercambios son esencialmente transnacionales, cada Estado tiene que componer con sus socios y los tratados internacionales en un mercado de los capitales mondialisé.
Abandonando poco a poco el terreno de la guerra, los Estados se asignan nuevos objetivos como de asegurar la educación o la salud de su población que aumenta de tanto sus necesidades de financiación. 
En Francia, las colectividades públicas territoriales no pueden estar puestas en faillite, pero pueden estar puestas bajo la tutela estatal.

## Economía política

### Endeudamiento
La deuda de los paramentos considerados en su juntos representa un agregado económico. Una deuda de los paramentos demasiado elevados, sobre todo si es a tasa variable (es decir que la tasa de interés a pagar sobre una deuda contraída en el pasado sigue la evolución de las tasas de interés actuales), es una fragilidad potencial para la economía de un país, que es entonces sujeto a crisis financieras o a caídas del consumo en caso de ascensos de tasas brutales (el endeudamiento de los paramentos estadounidenses es citado a menudo en ejemplo; desde el final de la Segunda Guerra Mundial, mientras que a menudo ambos adultos de un paramento tocan ahora un salario, los paramentos estadounidenses son cada vez menos capaces de economisar y se endeudan por consiguiente).
En Francia, los paramentos son bastante faiblement endeudados, en comparación con los demás países desarrollados. Aunque su tasa de endeudamiento ha aumentado fuertemente durante la primera década del siglo XXI, la ratio deuda de los paramentos sobre activos limpios queda relativamente bien y se establece en 2007 al 13,84%. En 2005, los paramentos residentes en Francia disponían de un patrimonio de 8 067 millardos, sea 75 % del patrimonio total de la nación, esencialmente inmobiliario. De 1995 a 2005, el patrimonio de los paramentos ha aumentado de + el 10 % por año, superior al crecimiento del PIB del 3,7 %. Este aumento del patrimonio es la consecuencia del ascenso de los premios del inmobiliario alimentada por el declive de las tasas de interés. En paralelo, la deuda inmobiliaria de los Franceses ha duplicado entre 2000 y 2010 que hace temer una bulle inmobiliaria.
| Año  | #tasa endeudamiento (% ingreso disponible) | ingreso disponible mediano | ingreso disponible médian |
| ---- | ------------------------------------------ | -------------------------- | ------------------------- |
| 2000 | 52 %                                       | 31 990 31 990 €            | 26 930 26 930 €           |
| 2009 | 77 %                                       | 34 540 34 540 €            | 28 740 28 740 €           |

### Administraciones públicas
La mayoría de los Estados del mundo están endeudados. La deuda medida es la del conjunto de las administraciones públicas. La deuda pública mundial se elevaba en 2011 a más de 40 000 millardos de dólares. En Francia, la deuda pública se eleva a cerca de 1700 millardos de euro según los criterios de Maastricht en 2011 y la carga de la deuda, es decir los intereses, se eleva a 45,4 millardos de euro (en 2011) esté aproximadamente 15 % del presupuesto estatal o todavía 1 700 1700 euros por paramento.
Ciertas deudas, como los retiros futuros, están dichas « implicites » y no son generalmente #pas contabilizadas en las finanzas públicas, porque demasiado complejas a aprehender como, por otro lado, ciertos activos. Efectivamente, es difícil de estimar sus costes o sus premios. Cuando los economistas intentan sin embargo de hacer un balance, se habla entonces deuda limpia como la diferencia entre pasivos y activos. Si en un balance contable los activos tienen que ser iguales a los pasivos, este no es cierto para la mayoría de los actores económicos en un medio ambiente sometido a numerosos azares. Para un particular, el precio de sus bienes tales que una casa, fluctúan mientras que su deuda sigue un calendario preciso. Para una empresa, la coyuntura económica puede resultar insostenible si la venta de los bienes o de los servicios que produce no él permite más de pagar sus asalariados o de hacer cara.

### Países en desarrollo
En 2010, una deuda de más 3500 mil millones de dólares ha sido acumulada por los países en desarrollo. Estas deudas son la manifestación de una voluntad desarrolladora. Pero ciertos Estados, en particular de los países africanos, a causa de inestabilidad política (guerras civiles), de los problemas de corrupción endémica, de fugas de los capitales bajo regímenes dictatoriales, son o han sido sobreendeudados y no llegan a hacer frente a los vencimientos de reembolso. Ciertas deudas pueden ser pospuestas o parcialmente anuladas por los acreedores que se reúnen en estructuras informales como el Club de París, el Club de Londres, la Iniciativa países pobres muy endeudados o el Comité para la anulación de la deuda del tercio mundo.
Durante los años 2000, la deuda neta exterior de ciertos países en desarrollo ha sido fuertemente reducida, en particular debido al ascenso de los precios de materias primeras. De los países, como China o Brasil, son ahora de los acreedores de los países desarrollados . No obstante muchos países muy endeudados aún con sus recursos, están quedado pobres a pesar de la iniciativa países muy endeudados que beneficia a una cuarentena de país esencialmente africanos.

### Panorama de la deuda mundial
El banco de los reglamentos internacionales sintetiza y analiza la deuda mundial recaudando de los datos de varias instituciones como los bancos centrales.
Los periódicos publican regularmente gráficos que permiten aprehender la complejidad de la deuda, balanza e interconexión entre diferentes sectores, diferentes países,.
| País           | paramento | empresa (sin sector financiero) | sector financiero | Estado | total |
| -------------- | --------- | ------------------------------- | ----------------- | ------ | ----- |
| Japón          | 67        | 99                              | 120               | 226    | 512   |
| Reino Unido    | 98        | 109                             | 219               | 81     | 507   |
| España         | 82        | 134                             | 76                | 71     | 363   |
| Francia        | 48        | 111                             | 97                | 90     | 346   |
| Italia         | 45        | 82                              | 76                | 111    | 314   |
| Corea del Sur  | 81        | 107                             | 93                | 33     | 314   |
| Estados Unidos | 87        | 72                              | 40                | 80     | 279   |
| Alemania       | 60        | 49                              | 87                | 83     | 278   |
| Australia      | 105       | 59                              | 91                | 21     | 277   |
| Canadá         | 91        | 53                              | 63                | 69     | 276   |

### Finanzas
Los mercados de la deuda, mercado monetario para las deudas a corto plazo (< 1 año) y mercado obligatorio para las deudas a mediano y largo término (>1 año) están en volumen mucho más de entidad que los mercados de acción. En 2010, los encours sobre el mercado obligataire mundial fino 2010 se sube a 95 trillions (95 000 millardos) de dólares.
Pero los encours los plus de entidad se encuentran ahora sobre los mercados de contratos derivados cuya importancia ha aumentado fuertemente, 2004 $220 trillions, 2007 $596 trillions y en 2010 $601 trillions . Atención no obstante, las encours sobre los mercados derivados (Notional amounts outstanding) no representan un valor real absoluta, mucha estos contratos (opción de compra o de venta) lleven sobre los mismos valores (euros, dólares, petróleo, arroz...) y se anulan los unos los demás. Su valor de mercado bruto está definida como su valor liquidativo a la fecha del día de estimación; al primer diciembre de 2010 su valor bruto está estimada a $21 trillions . Hace falta anotar en este aumento de los mercados derivados el lugar de los credit default swap, CDS, seguros sobre los riesgos de defectos de las deudas. Los CDS, que han conducido ya a la caída del asegurador American Internacional Group en 2008, complican considerablemente las consecuencias de un defecto de pago de un Estado como Grecia .

### Política monetaria y presupuestaria
Desde Keynes, las investigaciones en economía han subrayado la fuerte interdependencia entre la política monetaria (banco central), la política presupuestaria (Estado), el crecimiento (PIB), el paro y la inflación. No obstante, no hay consenso sobre lo que tiene que ser una buena política. Así, Robert Barro ha subrayado que las políticas de recuperación por el gasto público pueden estar puesta en fracaso si los paramentos ahorran en lugar de consumir en previsión de un futuro ascenso de impuesto para enfrentar una acumulación de la deuda pública. Asimismo, sostiene que los bancos centrales no han podido hacer retroceder sobre el paro que cuando han engañado los actores del mercado sobre las anticipaciones de inflación.
En 2012, aunque los modelos y los análisis de los economistas sean cada vez más finos y complejas, queda muy difíciles de prédire el impacto de las políticas presupuestarias y monetarias. Así, a pesar de una presión para siempre más de austeridad presupuestaria, las deudas de los países europeos se han volado desde la crisis de 2008,. Asimismo de los responsables de la Fed, como Richard W. Fisher, no esconden que no comprenden porqué la economía no marcha a pesar de todas las inyecciones de liquidado.

### Crisis económica
Una crisis económica aparece cuando un demasiado gran número de actores, o que de los actores que tienen un rol mayor de un sector económico, son incapaces de enfrentar sus deudas. Las crisis económicas han generalmente consecuencias políticas de entidad, ver dramático. Así, según numerosos especialistas, historiadores y economistas, de la crisis de 1929, la retirada de los capitales estadounidenses de Alemania como consecuencia del krach de 1929 es en gran parte responsable de la llegada al poder del partido nazi.

## Teorías económicas en torno a la deuda
La noción de deuda es a poner en perspectiva con las nociones de moneda, de riqueza, de precio y valor. 

### Moneda negativa y masa monetaria
Formalmente, mientras que las piezas de moneda forman siempre una suma positiva, una deuda financiera representa una cantidad de moneda negativa. Así una deuda aumenta mecánicamente la cantidad de moneda (positiva), en circulación y pues la cantidad mediana de moneda por persona.

### Deuda pública
El consenso de Washington, modelo de gestión de una crisis de la deuda establecida al finalizar los años 1980 por el FMI y el Banco mundial, resulta de un enfoque néoclassique de la deuda. Desde, las instituciones financieras internacionales admiten la necesidad de una intervención de entidad de los Estados para asegurar la buena andadura de la economía.
Ciertos economistas ponen causa ciertas de las hipótesis que bajo-extiendan el consenso de Washington como la racionalidad de los actores económicos. Efectivamente, el cerebro humano es un muy malo estimador de las probabilidades, ver por ejemplo los resultados contra-intuitivos en el juego de pile o cara. 
Otros economistas demuestran la asimetría de información en el sistema económico privilegiando así ciertos actores. Las investigaciones de Mauricio Iba lo conducen a poner causa el consenso de Washington. Joseph Stiglitz denuncia el consenso de Washington que privilegia los intereses del principal accionista del FMI, los Estados Unidos .

### Críticos del sistema monetario
Numerosos economistas heterodoxos han criticado el sistema monetario basado en el desarrollo de la moneda fiduciaria. En 1912, Ludwig von Apuestas escrito : El desarrollo de la moneda fiduciaria debe necesariamente llevar a su derrumbamiento.
Frederick Soddy, científico reputado, hizo varias proposiciones para reformar el sistema monetario internacional y recomendó medidas, entonces vivamente combatidas, como el abandono del estándar oro, la adopción de tasa de cambia flotantes, la creación de un despacho de los estadísticos, el seguimiento de una política presupuestaria contra-cíclica: prácticos mundialmente adoptadas desde. Más radical todavía, milita para la supresión del sistema de las reservas fraccionarias que permite multiplicar los créditos . Al origen de un análisis relativamente difundido del sistema monetario moderno, subraya la paradoja del sistema monetario basado en la deuda: donde es el dinero para reembolsar las deudas pasadas si este no es en siempre más de deuda. Efectivamente, basta que los bancos no reciclan todos los intereses de las deudas en la economía para que crean una situación de crisis del crédito. 
El premio Nobel de economía Maurice Iba, relativamente aislado en este juicio, consideraba en 1999 : « En su esencia, la creación monetaria ex nihilo actual por el sistema bancario es idéntico, yo no vacila a decirlo para bien hacer comprender lo que es realmente causa, a la creación de moneda por falsos creadores de moneda, si justamente condenada por la ley. Concretamente desemboca a los mismos resultados. La sola diferencia es que los beneficios son diferentes ».

### Críticas de la desregulación
Eminentes especialistas de la gestión del riesgo subrayan el peligro de la desregulación del sistema bancario. El Glass-Steagall Act votado en 1933 después de la crisis de 1929 durante la gran Depresión explica según ellos las décadas de prosperidad de la después de-guerra en Europa y a Estados Unidos. Al contrario, la desregulación iniciada en los años 1980 que se concretan por la revocación del Glass-Steagall act por el Gramm–Leach–Bliley act en 1999 ha permitido a los bancos de imposición, a los bancos comerciales, a los bancos de inversiones y a las entidades aseguradoras fusionar sus actividades creando riesgos sistémicos considerables, generando booms en numerosos sectores de actividad y desestabilizando hoy la economía mundial.

### Finanzas
El desarrollo de los matemáticas financieras asociado a los desarrollos jurídicos de los productos derivados es el origen del aumento actual de los mercados de derivados. Por ejemplo, el modelo Black-Scholes permite en un marco de aproximación restrictivo, idealista, del mercado de determinar el premio justo y único de una opción, un derecho (no una obligación) de comprar o de vender un producto a una fecha y un premio fijado que permite a la finanza de crear un mercado secundario para cualquier producto. 

### Tasa de interés y mercado inmobiliario
Por otro lado, 

Maurice Allais pensait que la possession privée de la terre était injustifiée

, sobre todo porque consideraba que las tasas de interés iban a acercarse cada vez más de cero, dando así un valor desproporcionado (infinito) a la propiedad inmobiliaria.

## Ética
Moralmente, una situación de deuda es una situación social en la cual una persona o un grupo de personas, que han recibido una atención de otra persona o de otro grupo de personas, tiene la obligación o el sentimiento de obligación de devolver algo asimismo valor. Siempre y cuando la noción de igualdad valiosa es subjetiva, el sentimiento de deuda es también subjetivo.

### El donativo
El donativo es una forma de intercambio tradicional en las sociedades humanas. Si a priori el donativo se opone al concepto de deuda en la tradición cristiana, es raramente gratuito. La persona que recibe que está entonces el obligado de la persona que da. En su libro Prueba sobre el donativo, Marcel Mauss analiza el rol social de esta modalidad de circulación de las riquezas, el potlach practicado por los Indios de Canadá y del Norte de Estados Unidos. En estas sociedades el donativo coexiste con otras formas de intercambios, de trueque y mismo de mercado con intercambio monetario. El donativo es un acto muy difundido en las sociedades humanas. La muerte de James Cook a las islas Hawaï es ligada tal vez a esta economía del donativo[réf. deseada]. Mientras que los indios dieron sin contar durante su primero encuentro con los Ingleses, a su regreso algunas semanas más tarde, las indígenas massacrèrent la tripulación de James Cook.
Al travers del donativo y de la contra donativo, se juega no sólo el poder entre individuos pero también el estatus social en la tribu y entre tribus. La investigación de este estatus puede conducir a la destrucción de entidad de bienes económicos, en aparente contradicción con todos pensamientos racionales.

### Die Schuld: herencia del pensamiento alemán
En Alemán la palabra deuda, die Schuld, significa también culpabilidad, fallo. Los pensadores alemanes juegan de esta polisemia... de Nietzsche denunciando el sentimiento de culpabilidad desarrollada por el cristianismo en el hombre occidental; a Heidegger desarrollando la idea de ser, Dasein, consustancialmente culpable de sus deudas,; que pasa por el análisis del hombre a las ratas por Sigmund Freud.
Extracto... Dies iræ, tal la cólera de Dios que se abate sobre los culpables, el acreedor se vengaba sobre su deudor reclamando una libra de carne (cf El Comerciante de Venecia).

### Confianza
Anselm Jappe hace una crítica sistemática de la noción valiosa, anuncia una nueva paradoja del capitalismo que ya no tiene por objetivo el producir más mercancías o servicios, pero la multiplicación del dinero genera una pérdida de confianza en la moneda.

### Puntos de vista religioso
La consideración de las deudas económicas como 'deudas morales' y su distinta valoración por las distintas religiones. En el escrito de Walter Benjamin Capitalismo como religión (Kapitalismus als Religion) se expone una teoría en la que la deuda se equipara a la culpa y como el capitalismo ha sustituido a las religiones, específicamente la cristiana. El texto indaga en la naturaleza religiosa e inhumana del capitalismo: la identificación del pecado y la culpa religiosa y la deuda impuesta por el capitalismo ―el término alemán utilizado en el escrito Schuld significa a la vez deuda y culpa―.
La usura, excesivo interés en el préstamo del dinero, también es otro concepto relacionado con la deuda y la religión.

### Soberanía
La deuda externa de los países supone una pérdida real de soberanía. Considerada como deuda odiosa o deuda ilegítima la deuda externa suele a afectar a países del considerado Tercer Mundo. 
La Crisis de las hipotecas subprime en Estados Unidos en 2007 y la posterior Gran recesión de 2008  produjo la denominada crisis del euro, que puso en crisis la deuda soberana de distintos países, al sistema bancario europeo y de las distintas naciones y por extensión al sistema económico puso en alto riesgo la soberanía europea y la de algunos de sus países (especialmente Grecia, Portugal, Italia y España) y dejó ver los límites y problemas de una mala integración europea en materia monetaria. Suscitó un renovación del debate económico, desde los opositores partidarios de la recuperación financiada por la deuda pública y adeptos a la ortodoxia financiera clásica, partidarios del desapalancamiento (‘deleveraging’) de los Estados, empresariales y de los paramentos .[cita requerida] Según el centro de investigación económica World Pensiones Council (WPC), el regreso a la ortodoxia financiera recomendado por el ejecutivo alemán y el BCE y la política de rigor generalizado que deriva necesitarán una revisión del tratado de Lisboa, porque podrían tener consecuencias y prerrogativas presupuestarias y fiscales de los Estados miembros más allá de las disposiciones del tratado en su forma actual.
La actitud de las autoridades económicas europeas y específicamente las autoridades financeras ortodoxas de Alemania contrasta con la realidad histórica que supuso la firma del Acuerdo sobre la deuda externa alemana de 1953. Este acuerdo consistió en la quita o anulación de parte de la deuda externa alemana en un 62,6%; tanto las deudas contraídas en el período de entreguerras (Primera Guerra Mundial y Segunda Guerra Mundial) como las deudas resultantes de la postguerra -fin de la Segunda Guerra Mundial- por parte de 25 países acreedores se considera uno de los hitos de condonación de deuda.
En 2021 más de 100 economistas europeos, entre ellos Thomas Piketty, Cristina Narbona, Nacho Álvarez y Steve Keen, solicitaban la condonación o reestructuración de la deuda pública ante los problemas que estaba ocasionando en algunos de los países Unión Europea donde se ha dado una unión monetaria pero no hay unión fiscal. Christine Lagarde ha rechazado esa propuesta por considerarla ilegal.

## En la cultura popular
- 2010 - Inside Job, Charles Ferguson
- 2011 - Deudocracia - Debtocracy, Katerina Kitidi y Aris Chatzistefanou.
- 2015 - La gran apuesta,  Adam McKay